# Karanji (B), Aurad
Karanji (B) là một làng thuộc tehsil Aurad, huyện Bidar, bang Karnataka, Ấn Độ.